# Der Fall Kornett Jelagin

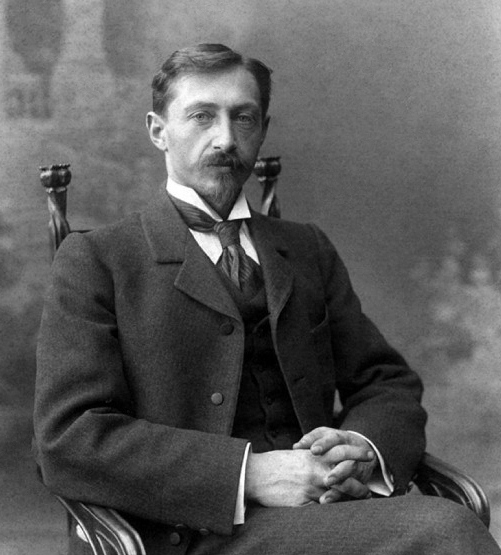
Iwan Bunin im Jahr 1901 auf einem Foto von Maxim Dmitrijew

Der Fall Kornett Jelagin (russisch Дело корнета Елагина, Delo korneta Jelagina) ist eine Erzählung des russischen Nobelpreisträgers für Literatur Iwan Bunin, die am 11. September 1925 in den Meeralpen vollendet wurde und am 6. März 1926 in der Pariser Emigranten-Tageszeitung Wosroschdenije (Die Wiedergeburt) erschien.
Der 22-jährige Kornett Alexander Michailowitsch Jelagin – genannt Saschka – wirft seinem Rittmeister die Epauletten hin. Mit der weiteren Offizierskarriere bei den Husaren in der russischen Armee ist es aus, denn Jelagin gibt unumwunden zu, er allein habe die von ihm über alles geliebte 28-jährige, schöne polnische Schauspielerin Maria Josefowna Sosnowskaja – genannt Manja – in ihrem Liebesnest in der Starogradskaja 14 der Garnisonsstadt in der Nacht zum 19. Juni mit einem Revolver von vorn aus der Nähe erschossen. Kampfspuren wurden nicht gefunden. Ärztlicherseits wird konstatiert, die Sosnowskaja habe in jener Nacht Geschlechtsverkehr mit einem Manne gehabt.
Der anonyme Ich-Erzähler rekonstruiert das Geschehen aus Erklärungen vor Gericht und vorangegangenen Verhören. In dem genannten Liebesnest wurden mehrere von der Toten zu Lebzeiten bekritzelte Zettel widersprüchlichen Inhalts gefunden: Einerseits habe Jelagin ihren und seinen Tod gefordert; sie „sterbe nicht aus freiem Willen“ und andererseits wollte sie nicht länger leben.
Jelagin, aus einer alten, reichen russischen Familie stammend, von Vater streng gehalten, wird vom Staatsanwalt vor Gericht zum „übergeschnappten Lebemann“ herabgewürdigt. Die Regimentskameraden hingegen äußern sich übereinstimmend freundlich über den Angeklagten.
Während der Verhandlung werden Tagebuchaufzeichnungen der schwindsüchtigen Maria Sosnowskaja bekannt: Mit sechzehn fand sie in Lemberg leicht Zugang zur Bühne. Alle begehrten ihren Körper. Als reines junges Mädchen wurde sie von einer Frau verdorben. Ein bejahrter Gutsbesitzer aus Galizien verletzte ihre Würde in seinem Konstantinopeler Harem inmitten nackter Sklavinnen. Sterben wollte Maria Sosnowskaja, ließ es aber mit Rücksicht auf ihre unglückliche, weil mehrfach verwitwete katholische Mutter bleiben.
Zeugen treten vor Gericht auf, mit denen Maria Sosnowskaja bereits damals in Lemberg gemeinsam sterben wollte. Sowohl Erdolchen, Erdrosseln und Strychnin schlucken war vorbereitet worden. Jedenfalls habe laut Zeugenaussage auch Jelagin, der Maria Sosnowskaja anderthalb Jahre kannte, ein ständiges Wechselbad der Gefühle durchmachen müssen. Eine Heirat, wie von Jelagin erstrebt, erschien als illusorisch. Selbst die Liebesbeziehung in dem oben erwähnten Liebesnest durfte nicht an die polnische Öffentlichkeit dringen. Die Polen tolerierten diese Beziehung zu einem russischen Offizier nicht. Und Jelagins Vater würde dem Sohn die Ehe mit einer Schauspielerin nicht gestatten. Von der Verlobten schlecht behandelt, verlangte der eifersüchtige Jelagin den Ring zurück.
Die äußerst kapriziöse Maria Sosnowskaja, die Schopenhauer las und sogar verstand, die sich für eine zweite Marija Baschkirzewa oder auch Marija Wetschera hielt, hatte an jenem Juliabend die Eifersüchteleien Jelagins satt und wollte den Kornett verlassen; hatte zwecks Flucht eine Auslandsreise im Sinn. Maria wollte Jelagin in oben genannter Juninacht den Verlobungsring zurückgeben. In einem Sinneswandel während dieser Nacht schmiegte sie sich an den Kornett und machte mit der gemeinsamen Tötungsabsicht Ernst. Er schoss. Ihr letztes Wort auf Polnisch: „Alexander, mein Geliebter!“
Als es an den Selbstmord ging, wurde Jelagin von tiefer Gleichgültigkeit gelähmt.

## Deutschsprachige Ausgaben
Verwendete Ausgabe
- Der Fall Kornett Jelagin. Deutsch von Ilse Tschörtner. S. 204–249 in: Karlheinz Kasper (Hrsg.): Iwan Bunin: Dunkle Alleen. Erzählungen 1920–1953. 580 Seiten. Aufbau-Verlag, Berlin 1985